# Corts de Cullera-València (1364)
Les Corts de Cullera-València de 1364, Corts Generals del regne de València, foren convocades per Pere el Cerimoniós, el 8 de juny de 1364 per a celebrar-se el 13 de juny a Cullera, amb l'objectiu de mantenir l'esforç contributiu valencià a la guerra amb Castella, coneguda com la guerra dels dos Peres.
Durant 1364 la guerra amb Castella es concentra en el regne de València, ocupant els castellans quasi tot el sud valencià. En els mesos de març i abril el teatre d'operacions es trasllada cap al centre del regne, on es manté el setge de València per terra i per mar, fins que Pere el Cerimoniós aconsegueix concentrar el seu exèrcit a Castelló de la Plana i moure's el 27 d'abril cap a València, alliberant la ciutat amb l'ajut de la flota comandada per Olof de Proxida. Pere I de Castella evita la confrontació directa i s'aquartera a Morvedre, des d'on continua fustigant i arrasant els camps de l'Horta. En aquests dies, les tropes de Pere el Cerimoniós també alliberen les viles de Cullera i Llíria.
En una situació tan compromesa per al regne i per a la mateixa ciutat de València, i necessitat el rei de més diners per a mantenir l'exèrcit; a Cullera estant, el 8 de juny, convoca Corts a la mateixa Cullera per al 13 de juny. Iniciades les Corts són elegits els tractadors per establir el donatiu, i ràpidament, abans del 18 de juny, ja estaven acordats i aprovats els capítols del subsidi, que es van publicar, ja traslladades les Corts a València, el 23 de juny. En aquestes Corts no es va prendre cap decisió legislativa.
Pel poc de tems establert per a la celebració de les Corts i, per l'acció i ocupació de part del territori de les tropes castellanes, el més segur és que l'assistència a aquesta assemblea fos escassa.
L'acord de subsidi consistia en 52.000 lliures anuals durant dos anys, cobert la meitat per la ciutat de València, i destinats a pagar 500 homes a cavall, el manteniment de la maquinària de guerra, els desplaçaments i els serveis de correus i espionatge. Els recursos surten de l'arrendament del gravamen sobre el comerç (cereals, carns, vi, mercaderies, animals, béns immobles i sal), i les generalitats, impost sobre la producció i el comerç; i la seva gestió és encomanada a 3 clavaris, assessorats i controlats per 9 consellers, i 2 administradors per a resoldre els conflictes que es presenten.